# Вило-Ярузька сільська рада
| Вило-Ярузька сільська рада — колишній орган місцевого самоврядування у Чернівецькому районі Вінницької області з адміністративним центром у с. Вила-Ярузькі. Сільській раді були підпорядковані населені пункти: - с. Вила-Ярузькі - с. Букатинка |

## Склад ради
Рада складалася з 15 депутатів та голови.

## Керівний склад сільської ради
| ПІБ                              | Основні відомості                                                          | Дата обрання | Дата звільнення |
| -------------------------------- | -------------------------------------------------------------------------- | ------------ | --------------- |
| Крушельницький Микола Сергійович | Сільський голова, 1961 року народження, освіта , безпартійний              | 26.03.2006   | 31.10.2010      |
| Крушельницький Микола Сергійович | Сільський голова, 1961 року народження, освіта вища , член Партії регіонів | 31.10.2010   |                 |

Примітка: таблиця складена за даними джерела 